# 衝鋒四驅郎
《衝鋒四驅郎》（ダッシュ!四駆郎）是日本漫畫家德田恐龍（1958年12月1日—2006年3月23日）創作的一部以迷你四驅車為題材的少年漫画創作作品。於小學館漫畫雜誌《快樂快樂月刊》1987年12月～1993年期間連載。單行本全14卷。台灣在盜版時代東立出版社譯為《追風小英雄》，曾於同社所發行的月刊《小英雄漫畫快報》上連載；1996年青文出版社代理後改譯為《衝鋒四驅郎》；動畫則由巨童文化代理發行《四驅郎》影音光碟，目前在市面上另有寶信資訊發行的《衝鋒四驅郎》影音光碟（不過兩家公司所收錄的劇集卻都只有24集而已），1997年霹靂衛星電視台則曾播出台語配音版本。而該作品曾經於1991上半年在香港無綫電視翡翠台以粵語配音播出，為響應無綫電視兒童節第4屆，又於1995年8月重播，直到2011年1月1日於無綫電視兒童台再次重播(主題曲換回原日版)。
電視動畫於1989年10月3日至1990年3月27日在日本播放，共25集。另有有一部OVA作品衝鋒車隊對地平線隊。動畫製作到漫畫第六卷的故事，打倒鬼堂院陣所率領的U軍團"黑鬼士車隊"結束。動畫版在描寫的故事中對於原作並沒有特別重視的角色"四驅郎祖母"，作了相當多的描寫和演出。

## 主要角色
- 日之丸四驅郎（　，配音員：野澤雅子（日本）／盧素娟（香港））：本故事的主角，熱愛迷你四驅車的少年，對於迷你四驅車有相當強的執著，技術上也是相當的驚人。幼年時從父親手中拿到了特製底盤，本來認為迷你四驅車只是單純的玩具，在父親的執著下改變了他原先的想法，所以說出了經典口頭禪「迷你四驅不是玩具！」。相當愛迷你四驅車的比賽，不管是什麼樣的比賽都會參加，對於將迷你四驅車視為玩具的人，會以比賽來改變對方的觀點，是個熱血行動派。

- 户田彈九郎／膽驅郎（　／タンクロー，配音員：玄田哲章（日本）／區瑞華（香港））：四驅郎碰上的迷你四驅愛好者，自稱"迷你四驅神童"。是四驅郎相當要好的朋友，數度在比賽中幫助四驅郎，在全國大賽中為了研究桃太郎侍隊所使用的前置馬達車，甚至不惜被當作背叛者看待，將愛車DASH-2"太陽"給改造成了前置馬達車。胃口大了些，在迷你四驅選手權地區預賽中對抗HELL CATS隊時，曾經在比賽中拿出飯糰當場大吃，也曾經因為吃太多東西而昏倒送醫。

- 南進驅郎（　，配音員：関俊彦（日本）／曾佩儀（香港））：有錢人家的公子，自稱"迷你四驅界改造第一人"，對於高速改造和軌道比賽相當的在行。幼年時因家庭離異，和父親一同居住在豪華的城堡中，並施予英才教育。DASH軍團中出了名的小氣鬼，雖然是有錢人家，但是對於財物相當的執著，常常會因為這樣失去理智。比賽中鬥志上升後，額上會出現"南十字星"的傷痕，平時則不會出現。

- 地味貢二／崩九郎／奔驅郎（　／パンクロー，配音員：津久井教生（日本）／林丹鳳（香港））：和南 進驅郎兩人從幼年時期就是相當要好的朋友，喜歡迷你四驅車但卻相當的懦弱，一旦化上妝即能發揮強勢的另一面，認識四驅郎後，只要鬥志上升就會"變身"成化妝後的姿態。相當的沒有主見，只要受到挫折就會打擊相當大。有兩分鐘內組裝完成一輛迷你四驅車的實力。

- 皇輪子／木互輪子（　，配音員：佐久間玲（日本）／孫明貞（香港））：DASH軍團中唯一的女性成員，對於迷你四驅車的操控相當有心得。因為是女孩的緣故，所以對於某些恐怖的事情仍然沒有抵抗力，但面對比賽卻相當的果斷，是DASH軍團中不可或缺的中堅。

- 皇快男兒／木互快男兒（　，配音員：中尾隆聖（日本）／李文輝（香港））：DASH軍團的召集人兼教練，同時也是輪子的親哥哥。所有DASH軍團的車都出自其之手，原來是木尾馬達公司的員工，和源驅郎是好友，也曾一同參加地獄之路競賽，因車禍受傷緣故，臉上多了條刀疤。後被送回日本，在因緣際會下遇見了四驅郎，帶領DASH軍團走入迷你四驅選手權比賽。

- 日之丸源驅郎（　，配音員：仲村秀生）：四驅郎的父親，也是所有DASH軍團車種之祖"DASH-0【地平線】"的創造者。為了完成其父親無法完成的"地獄之路"競賽，駕駛愛車"賓士吉普280GE"型在地球上的地底空洞中無止盡的比賽著。原來是木尾馬達公司的試車員，但是對於迷你四驅相當的著迷，所以作了不少設計圖，前置馬達車的設計也是其中之一。故事最後在地獄之路競賽第三回合中為了拯救四驅郎再度登場，比賽結束後恢復記憶和四驅郎重逢。

- 源太：意外撿到皇帝的窮苦孩子，因為比賽輸給四驅郎，心服口服的跟隨他，漫畫第7卷正式成為DASH軍團候補隊員。

- 鬼堂院姬子 配音員：小野寺啟子（日本）／樂蔚（香港） ：U2軍團的隊長，被隊員稱為"公主"，是DASH軍團在地區預賽中第三場比賽的強敵。雖然沒有陣的超人能力，但是卻有相當強烈的領導能力，全隊隊員都能一致服從她的領導。

- 鬼堂院陣 配音員：中村秀利（日本）／張炳強（香港） ：U軍團黑鬼士車隊的隊長，原為前DASH軍團隊長，為了追求其更高的超人選手理想，和其他隊員一同離開了快男兒。離開前，快男兒將所製作的新車DASH-X1【原始皇帝】(ITEM 92063)交給陣使用，是最初的皇帝車種使用者。在小輪寺中擔任"超絕房"之房主，體能上和技能上遠超過四驅郎。將四驅郎視為最強對手，同時兩人私下也是相當好的朋友。

- 博：鬼堂院 陣所修行的寺院"小輪寺"的住持，同時也是U軍團的教練，和源驅郎及快男兒數年前在美洲大陸的OX國內認識，幫助源驅郎和快男兒逃脫當地保安官的控制。全國大賽決賽前，擔任DASH軍團的助理教練。對於氣功的修練相當有心得，漫畫結束後在源太居住的地方使用氣功替人治療，和蟑螂老頭、酒鬼船長及白鯨亭的老闆後來成為好朋友。

- 三皇帝：漫畫全國大賽篇中，在準決賽中和DASH軍團對決的優勝候補隊"重金屬樂團"的候補隊員，實質上是操縱正式隊員的真正幕後黑手。以聖 響子的DASH-X?【神聖皇帝】為首，帶領另外兩輛DASH-X?【風神皇帝】、DASH-X?【魔道皇帝】在決賽中讓四驅郎陷入苦戰。在全國大賽結束後，敗給神秘迷你四驅隊伍"黑風"。

- 木尾桃太郎：全國比賽優勝候補隊"桃太郎侍"隊的隊長，住在岡山縣木尾村，祖父為木尾馬達公司的老闆。因源驅郎的設計圖，木尾爺爺獨自開發了新型前置馬達車【紅色榮光】，並且交給了孫子桃太郎使用。由於前置馬達車的操縱和一般的迷你四驅車有完全不同的地方，所以桃太郎成為當地出名的車手。後和鬼堂院陣因比賽結識，原來打算在全國大賽中一較高下，但鬼堂院陣卻意外的敗給四驅郎，將四驅郎視為相當強勁的對手。人品相當高尚，擅長以德服人，也因為這樣認識了其隊伍的其他成員"猿渡赤彥"、"奧山喜次郎"、"犬神鬥太"、"偽 鬼堂院"(此人物沒有名稱，因假冒鬼堂院之名而暫用此名)。和四驅郎的比賽中因為放棄比賽救了彈九郎，被彈九郎視為救命恩人。在全國大賽之後，與四驅郎、鬼堂院陣、源太一同組成了"新DASH軍團"來參加地獄之路車賽。

- 奶奶（配音員：片岡富枝（日本）／曾慶珏（香港））：四驅郎的祖母。經常到場打氣及自製日式飯糰給DASH軍團各人補充體力。

## 迷你四驅
田宮模型為這個動畫作品製作了一系列可動模型車。
在日本，田宮模型每年有四驅車比賽。比賽方式包括一小時耐力賽。
在香港，亞洲電視台曾經有四驅車比賽。

### 底盤
1993年以前起，一共有7種根據田宮模型在比賽迷你四驅車上的底盤設計
一號底盤
- 最初的底盤，也是DASH-1號【01号】(ITEM 18012)第一次模型化所採用的底盤，構造相當的原始，離地高約10mm，相當適合越野比賽。
- DASH-2號【太陽】(ITEM 18015)同樣採用這個底盤，但也是最後一個使用這個底盤的迷你四驅車。

- 隨著近年來田宮模型出品的Memorial Box系列，這底盤的復克版本再度出現。

- Type-1底盤是Tamiya於1986年5月推出的第一款迷你4WD底盤，搭配小黃蜂Hornet Jr. 車款發售。

- 最初設計為田宮廣受歡迎的越野車設定。 選擇輪胎和齒輪設定時考慮到了越野行駛。底盤的整體設計基於Hotshot R/C越野車的設計，它沒有無線電或轉向系統。整體結構為傳動軸、齒輪、車軸、130摩打，是傳動軸驅動的迷你四輪驅動底盤的基礎。

- 由於Type-1的設計考慮到了越野賽車，它具有很高的地面間隙和高扭矩齒輪設定，適合越野賽道。 值得注意的是，除了前保險槓外，沒有其他附加孔，因此不適合軌道行走和比賽。

- 底盤沒有使用塑膠/黃銅軸承等附件，所以滾珠軸承620等不能安裝在這個底盤上。使用的齒輪組合和現在主流也有很大分別。

- 由於Type-1是Mini 4WD系列中的第一個底盤，本身存在許多問題；例如某些零件無法正確固定，導電片接觸不良及齒輪的磨擦，導致動力損失。 摩打的周圍也沒有散熱的孔，容易過熱。這些問題在往後的底盤陸續獲得改善。

底盤資料
長度 127mm
寬度 80.5mm
軸距 80mm
離地距10mm
相容齒輪組 11.2:1/6.4:1/
二號底盤
- 從【前衛者Jr.】開始使用的新底盤，第一款將速度滾輪和橡膠光頭胎給納為標準配備的底盤。在四驅郎的故事中，第一個使用這個底盤的隊伍，即是鬼堂院姬子所率領的U2軍團，該隊的主力車【十字軍】即是以【前衛者Jr.】(ITEM 18014)改造，底盤也是修改成越野式。
- Type-2底盤是Tamiya於1988年12月推出的第2款Type Chassis，和Avante Jr搭配發售

- Type-2底盤與Tye-1底盤不同，它是純粹為平跑賽道而設計的。 大徑、低重心光滑輪胎以及導向滾輪都是該底盤常見的標準配置。

- 它還引入了傳動軸軸承附件的使用，是所有後來底盤的標準。 預設的塑膠/黃銅軸承可以替換為金屬軸承或滾珠軸承。

- 摩打座和齒輪箱經過重新設計，以減少維護摩打和齒輪的難度。 針對電池的熱量，底盤加了散熱孔，而摩打座採用了半開放式的設計，摩打的散熱也得到改善，同時實現了輕量化。

- 底盤經過重新設計，減少功率損失，這是困擾Type-1底盤的問題之一。 此外，由於內部部件放置得較低，底盤的重心更低。

- 以上的改變令它的性能得到提升，但它由於軸距更長和新的摩打放置方式，大多數為Type-1底盤設計的車身與新底盤不相容。 其次，它的前保險槓，就像每個Type系列底盤一樣，很容易斷裂。

底盤資料
長度 128mm
寬度 86mm
軸距 82mm
離地距8mm（連大直徑輪軚）
相容齒輪組 5:1/4.2:1/4:1
三號底盤
- 原作的DASH-3號【流星】(ITEM 18019)在模型化後使用的底盤。離地高約為9mm，適合在起伏不定的場地比賽。後來為了求底盤統一，前面推出的兩款車也改修成了三號底盤，DASH-1號【皇帝】（ITEM 18025 三號底盤仕樣）、DASH-2號【太陽】(ITEM 18026 三號底盤仕樣)。在馬達散熱上較相似的一號底盤來說來得好，最後一輛使用此底盤的車也剛好是四驅郎第二號愛車DASH-01號【超皇帝】(ITEM 18028)。

- Type-3底盤是田宮於1989年6月推出的迷你四輪驅動底盤。 它首先配備了Rising Bird。

- Type-3是Type-2底盤的更新和改進版本。建基於2型底盤的許多功能，如傳動軸軸承附件（預設配備塑膠/黃銅軸承）、電池夾和導向架是該底盤的標準。 此外底盤還包括散熱和減輕重量的孔。 冠齒輪和螺旋槳軸的位置已被修改，儘量減少功率損失。 前保險槓和側護桿現在都有配備安裝導輪的額外螺絲孔。

底盤資料
長度 127mm
寬度 86mm
軸距 80mm
離地距10mm
相容齒輪組 11.2:1/8.75:1/6.4:1/5:1/4:1
四號底盤
- 二號底盤的改良版，以軌道賽為主的高速底盤，較二號底盤輕量化，可說是零號底盤的前身，適合直線比賽。是曇花一現的底盤，目前只有兩款車使用。

- Type-4 底盤是Tamiya於1990年5月與Egress Jr.發售的迷你四輪驅動底盤。 這是Type-3底盤的更新版本。有更多減輕重量的孔，甚至連前保險槓也減輕了重量。 電池比Type-2低2mm。

- 不過由於廣泛的減輕重量，底盤變得更脆弱，因此在當時並不太受歡迎。

底盤資料
長度 128mm
寬度 86mm
軸距 82mm
離地距7mm
相容齒輪組 5:1/4.2:1/4:1
零號底盤
- 原作的DASH-0號"地平線"(ITEM 18030)在模型化後使用的底盤。離地最低，屬於萬能型底盤。田宮模型所創迷你四驅車底盤中最輕盈的底盤，在車底盤側面滾輪是採用可拆卸組裝式(需另外購買的零件)。

FM底盤
- 前置馬達，原作漫畫中首度使用此底盤的車為全國大賽優勝候補隊伍"桃太郎侍隊"的隊長車，木尾桃太郎用車"紅色榮光"(ITEM 18032)。戶田彈九郎為了研究這個底盤的秘密，將DASH-2號"太陽"(ITEM 18015、18026)給改造成了前置馬達車DASH-02"新太陽"(ITEM 18034)。(動畫中未出現的劇情)

五號底盤
- 廣告漫畫"真·DASH！四驅郎"中，四驅郎的新車DASH-CB1【超级光明皇01号】(ITEM 18047)所採用的底盤，底盤已經考慮到空氣動力學，可以說是早期(1988~1993)迷你四驅車底盤中集大成之作。

- Type-5是田宮於1992年3月與Bear HawkJr.推出的迷你四輪驅動底盤。

- 這個底盤修復了之前Type系列底盤的底盤結構問題。 儘管重量輕，但底盤的結構現在得到了加強，底盤的長度132mm。

- 後安裝點設計已更改，與後期底盤的後滾支架相容。與當時的其他底盤相比，底盤的功率損耗更少。

底盤資料
長度 132mm
寬度 86mm
軸距 82mm
離地距7mm
相容齒輪組 5:1/4.2:1/4:1/3.5:1

## 出版書籍
衝鋒四驅郎
| 冊數 | 小學館         | 小學館             |
| 冊數 | 發售日期       | ISBN               |
| ---- | -------------- | ------------------ |
| 1    | 1988年5月28日  | ISBN 4-09-141271-8 |
| 2    | 1988年10月28日 | ISBN 4-09-141272-6 |
| 3    | 1989年3月28日  | ISBN 4-09-141273-4 |
| 4    | 1989年6月28日  | ISBN 4-09-141274-2 |
| 5    | 1989年9月28日  | ISBN 4-09-141275-0 |
| 6    | 1989年11月28日 | ISBN 4-09-141276-9 |
| 7    | 1990年4月27日  | ISBN 4-09-141277-7 |
| 8    | 1990年7月28日  | ISBN 4-09-141278-5 |
| 9    | 1991年1月25日  | ISBN 4-09-141279-3 |
| 10   | 1991年5月28日  | ISBN 4-09-141280-7 |
| 11   | 1991年7月27日  | ISBN 4-09-141771-X |
| 12   | 1991年10月28日 | ISBN 4-09-141772-8 |
| 13   | 1992年2月28日  | ISBN 4-09-141773-6 |
| 14   | 1993年3月27日  | ISBN 4-09-141774-4 |

超 衝鋒四驅郎！
| 冊數 | 小學館                     | 小學館                                                  | 東立出版社    | 東立出版社             |
| 冊數 | 發售日期                   | ISBN                                                    | 發售日期      | ISBN                   |
| ---- | -------------------------- | ------------------------------------------------------- | ------------- | ---------------------- |
| 1    | 2016年8月9日 2016年8月12日 | ISBN 978-4-09-941874-8（限定版） ISBN 978-4-09-142208-8 | 2019年2月12日 | ISBN 978-957-26-1775-5 |
| 2    | 2017年7月12日              | ISBN 978-4-09-142427-3                                  | 2020年1月2日  | ISBN 978-957-26-1776-2 |
| 3    | 2020年8月7日               | ISBN 978-4-09-142892-9                                  | 2023年5月25日 | ISBN 978-957-26-3188-1 |
| 4    | 2020年9月11日              | ISBN 978-4-09-143230-8                                  |               | ISBN                   |

## 電視動畫

### 製作人員
- 原作 - 德田恐龍
- 監督 - 難波日登志
- 人物設計、總作画監督 - 鈴木大司
- 美術監督 - 新井寅雄
- 攝影監督 - 福田武志
- 音響監督 - 岩浪美和
- 音樂 - 宮原恵太
- 副製作人 - 瀬戸幹雄
- 広報担当 - 高塚有香（東京電視台）
- 動畫製作人 - 谷田部雄次（Aubeck）
- 製作人 - 倉林伸介（東京電視台）、小原麻美（東急Agency）、安達英男・菅野てつ勇（Staff 21）
- 總監督 - 笹川浩
- 系列構成 - 山田隆司
- 演出助手 - 吉田俊司
- 配音協力 - 81 Produce
- 編輯 - 松村将弘、岡田輝満
- 現像 - 東京現像所
- 標題 - Maki Production
- 效果- 新井秀徳
- 調整 - 星野敏昭
- 音響製作人 - 中野徹
- 主要製作人 - 堤広司郎
- 制作執行 - 岩見一伸
- 制作担当 - 石坂透→皆川卓哉（Aubeck）
- 動畫製作 - Aubeck
- 企画、製作協力 - 東急Agency
- 製作 - 東京電視台、Staff 21

### 主題曲
片頭曲 - 「BE TOP」
作詞 - 平出よしかつ / 作曲 - 池毅 / 編曲 - 吉田明彦 / 歌 - 北原拓
片尾曲 - 
作詞 - 平出よしかつ / 作曲 - 池毅 / 編曲 - 吉田明彦 / 歌 - 北原拓
香港版主題曲四驅小子
作曲:池毅 / 填詞:向雪懷 / 編曲：林鑛培 / 主唱:吳婉芳

### 各話列表
| 話數 | 日文標題 | 中文標題         | 中文標題         | 劇本     | 分鏡                | 演出       | 作畫監督   | 播放日期       |
| 話數 | 日文標題 | 香港標題         | 臺灣標題         | 劇本     | 分鏡                | 演出       | 作畫監督   | 播放日期       |
| ---- | -------- | ---------------- | ---------------- | -------- | ------------------- | ---------- | ---------- | -------------- |
| 1    |          | 四驅郎登場       | 突進軍團登場     | 山田隆司 | 笹川浩              | 小華和為雄 | 鈴木順八   | 1989年 10月3日 |
| 2    |          | 水中的勝利者     | 水裏的皇帝號     | 丸尾未步 | 窪秀巳              | 武藤裕治   | 中尾正樹   | 10月10日       |
| 3    |          | 恐怖的金字塔     | 恐怖的金字塔     | 高山鬼一 | 則座誠              | 木下勇喜   | 西川貴博   | 10月17日       |
| 4    |          | 脫出迷陣         | 迷宮的大賽       | 中弘子   | 大町繁              | 小泉謙三   | 小泉謙三   | 10月24日       |
| 5    |          | 史家昂隊的反擊   | 突進英雄阿光     | 山田隆司 | 秦泉寺博            | 秦泉寺博   | 吉田松明   | 10月31日       |
| 6    |          | 模型車對遙控車！ | 迷你四驅大戰RC   | 高山鬼一 | 武藤裕治            | 武藤裕治   | 石丸賢一   | 11月7日        |
| 7    |          | 勝利者失蹤       | 消失的皇帝號     | 丸尾未步 | 則座誠              | 則座誠     | 中尾正樹   | 11月14日       |
| 8    |          | 風之谷決勝負！   | 決鬥！風之谷     | 中弘子   | 牛草健              | 吉田俊司   | 鈴木順八   | 11月21日       |
| 9    |          | 決戰！龍捲谷     | 激戰龍捲谷       | 高山鬼一 | 坂田純一            | 山口祐司   | 東海林真一 | 11月28日       |
| 10   |          | 越過十字路       | 飛越十字坡       | 中弘子   | 清積紀文            | 清積紀文   | 清積紀文   | 12月5日        |
| 11   |          | 風車谷的奇蹟     | 神機妙算！風車谷 | 中弘子   | 武藤裕治            | 上田茂     | 石丸賢一   | 12月12日       |
| 12   |          | 向地平線進發     | 邁向地平線       | 丸尾未步 | 坂田純一            | 則座誠     | 鈴木大司   | 12月19日       |
| 13   |          | 決鬥！決勝之路   | 猛鬥電腦兵團     | 丸尾未步 | 山口祐司            | 播本昌志   | 中尾正樹   | 12月26日       |
| 14   |          | 模型車挑戰滑板！ | 痛擊滑板小子     | 丸尾未步 | 武藤裕治            | 山口祐司   | 東海林真一 | 1990年 1月9日  |
| 15   |          | 小輪寺的訓練     | 勇闖蓮花五關     | 中弘子   | 小林孝志            | 北川正人   | 清積紀文   | 1月16日        |
| 16   |          | 勝利者之死！     | 皇帝號的死期     | 高山鬼一 | 三條なみみ 中村憲由 | 吉田俊司   | 石丸賢一   | 1月23日        |
| 17   |          | 地平線的傳説     | 地平線族秘史     | 山田隆司 | 武藤裕治            | 武藤裕治   | 中尾正樹   | 1月30日        |
| 18   |          | 傳説中的後繼者   | 秘史的承襲者     | 山田隆司 | 小林孝志 中村憲由   | 則座誠     | 鈴木大司   | 2月6日         |
| 19   |          | 新的傳説         | 地平線族外傳     | 山田隆司 | 山口祐司 大畑清隆   | 播本昌志   | 石丸賢一   | 2月13日        |
| 20   |          | 決戰！黑鬼士軍團 | 淒厲黑鬼士的肆虐 | 丸尾未步 | 池野文雄            | 北川正人   | 清積紀文   | 2月20日        |
| 21   |          | 大戰來臨！       | 狂飆！絕命戰     | 中弘子   | 西森章              | 吉田俊司   | 中尾正樹   | 2月27日        |
| 22   |          | 加油！進驅郎！   | 阿進！快跑       | 山田隆司 | 武藤裕治            | 武藤裕治   | 鈴木順八   | 3月6日         |
| 23   |          | 真正的勝利者！？ | 鹿死誰手         | 丸尾未步 | 中村憲由 三條なみみ | 則座誠     | 石丸賢一   | 3月13日        |
| 24   |          | 戰士的休息日     | 戰士的休假       | 中弘子   | 山口祐司            | 播本昌志   | 熊谷哲矢   | 3月20日        |
| 25   |          | 沒有終點的挑戰！ | 無止盡的挑戰     | 山田隆司 | 古橋一浩 中村憲由   | 吉田俊司   | 中尾正樹   | 3月27日        |
| SP   |          | 鋒車隊對地平線隊 | 鋒車隊對地平線隊 |          |                     |            |            | 7月27日        |